# Katastrofa lotu Air France 358

Grafika przedstawiająca ostatnią fazę lądowania samolotu

Katastrofa lotu Air France 358 – katastrofa samolotu Airbus A340 linii Air France (lot AF 358 z Paryża do Toronto), do której doszło 2 sierpnia 2005 roku. Statek powietrzny rozbił się po lądowaniu w trudnych warunkach atmosferycznych na lotnisku Toronto Pearson International Airport i zapalił się po zatrzymaniu. W katastrofie ranne były 43 osoby; nikt nie zginął.

## Przebieg
Podczas odprawy na lotnisku w Paryżu piloci ustalili, że kapitan samolotu wykona start maszyny, natomiast drugi pilot zajmie się procedurami lądowania po przebyciu wyznaczonej trasy. Członkowie załogi dzielili się obowiązkami w ten sposób, aby drugi pilot mógł nabyć doświadczenia zawodowego. Dodatkowo w samej kabinie pilotów był obecny dodatkowy pasażer, będący członkiem rodziny pracownika linii Air France. Start samolotu nastąpił kilka minut przed godziną 14:00 czasu lokalnego w Paryżu.
Rutynowy przelot z Paryża do Toronto trwał około 8 godzin. W tym czasie nie zdarzyło się nic szczególnego, a większość pracy pilotów wykonywał autopilot. Piloci u wybrzeży Kanady zostali poinformowani o warunkach atmosferycznych: zachmurzeniu z opadami i ryzyku burzy z temperaturą do 20 °C. Nad lotniskiem szalała burza, a w trakcie lądowania porywy wiatru osiągały 60 km/h. Władze lotniska ogłosiły alarm z powodu wyładowań atmosferycznych zagrażających personelowi naziemnemu, co poskutkowało zakazem wchodzenia na pokłady samolotów. Przy zbliżeniu się samolotu w okolice lotniska lot 358 otrzymał zakaz lądowania.
Załoga skierowała samolot na północ, aby w razie problemów odlecieć na oddalone o 300 km lotnisko zapasowe w Ottawie. Po czasie oczekiwania na poprawę warunków pogodowych zostało wydane pozwolenie do lądowania i polecenie utrzymania pułapu 5000 metrów. Następnie samolot wleciał we front burzowy. Przekazane zostało pozwolenie na lądowanie na pasie 24L, przy wietrze wiejącym pod kątem 290° od 15 do 20 węzłów. Podjęcie decyzji lądowania na tym pasie miało świadczyć o bezpieczeństwie manewru mimo panujących warunków.
O godzinie 16:02 czasu miejscowego maszyna pojawiła się na początku pasa startowego. Dotknięcie pasa startowego nastąpiło dopiero w jego połowie, co przy prędkości 140 węzłów nie pozwala na bezpieczne zatrzymanie przed jego końcem. W efekcie samolot wyjechał z pasa startowego. Załoga zarządziła ewakuację mimo paniki i pożaru, jaki powstał dookoła maszyny. Kapitan samolotu został poważnie ranny w wyniku zdarzenia, a jego fotel wyrwany z podłogi. Opuścił samolot z pomocą drugiego pilota.
Pracownicy lotniska oraz służby ratunkowe starały się zebrać wszystkich pasażerów na lotnisku. Dużą pomoc okazali kierowcy na pobliskiej autostradzie, podwożąc ocalałych. Nikt nie zginął, a wrak spłonął w ogniu.

## Dochodzenie
Kanadyjski Zarząd Bezpieczeństwa Transportu wszczął dochodzenia mające wyjaśnić przyczyny katastrofy. Charakter śledztwa spowodował, że nikt z obsługi lotniska nie mógł przekazywać informacji mediom, a piloci nie zabrali publicznie głosu. Śledztwo wykazało, że załoga walczyła z maszyną i warunkami pogodowymi podczas lądowania posługując się wyłącznie danymi lotu z pokładu samolotu, gdyż aparatura pomiarowa na pasie została uszkodzona piorunami.
Pas startowy użyty do lądowania jest najkrótszym możliwym pasem na tym lotnisku, z różnicą długości do 650 metrów. Przetestowano 7 z 8 ocalałych hamulców aerodynamicznych, które działały prawidłowo. Badanie silników również potwierdziło użycie wszystkich odwracaczy ciągu.
Francuska gazeta „Le Figaro” 12 września 2005 roku opublikowała artykuł, w którym zostało zasugerowane użycie odwracaczy ciągu dopiero po 12 sekundach zetknięcia z pasem startowym.
Odwracacze ciągu zostały włączone zbyt późno i rozpędzony samolot nie miał już możliwości bezpiecznego zatrzymania. Wynikło to z powodu dużego stresu drugiego pilota związanego z trudnymi warunkami atmosferycznymi, dodatkowo trzymającego zaciśniętą dłoń na dźwigni uruchamiającej mechanizm, co uniemożliwiło dokonanie tego przez kapitana. Zostało to potwierdzone w raporcie śledczym. Dodatkowo samolot w momencie zbliżania się nad pas znajdował się za wysoko. Załoga nie miała wystarczającego czasu potrzebnego do podjęcia decyzji o zatrzymaniu lub odejściu na drugi krąg, która musi zostać ustalona zgodnie przez pilotów.
Katastrofa została opisana w jednym z odcinków serialu dokumentalnego Katastrofa w przestworzach zatytułowanym Cudowna ucieczka (Miracle Escape).

## Samolot
Maszyną obsługującą lot 358 był 295 osobowy Airbus A340-313E napędzany czterema silnikami CFM International CFM56. Numerem fabrycznym statku powietrznego był 289, z rejestracją o oznaczeniu F-GLZQ. Samolot został oblatany 3 sierpnia 1999 roku i dostarczony do linii Air France 7 września 1999 roku. Zabierał na pokład 297 pasażerów oraz 12 członków załogi. Podczas lotu kapitanem był Alain Rosaye w wieku 57 lat i pierwszy oficer Frédéric Naud w wieku 43 lat. Kapitan w chwili startu posiadał wylatane 15 411 godzin lotu, natomiast drugi pilot zaledwie 4835 godziny.

## Czarny sierpień
Katastrofa rejsu nr 358, mimo że nikt w niej nie zginął, rozpoczyna tzw. "czarny sierpień" – okres w historii lotnictwa (od 2 sierpnia do 5 września 2005 roku), podczas którego wydarzyła się niespotykana dotąd liczba sześciu poważnych katastrof lotniczych. W tym: katastrofa lotu Air France 358, katastrofa lotu Tuninter 1153, katastrofa lotu Helios Airways 522, katastrofa lotu West Caribbean Airways 708, katastrofa lotu TANS Perú 204 i katastrofa lotu Mandala Airlines 091. Podczas "czarnego sierpnia" zginęło łącznie 487 osób.